# Société des bains de mer de Monaco
Société des Bains de Mer et du Cercle des Étrangers à Monaco, brukar kallas enbart Monte-Carlo SBM, är ett monegaskiskt tjänsteföretag. De äger uppemot 52 olika egendomar i furstendömet, som till exempel Casino de Monte-Carlo, Hôtel de Paris Monte-Carlo och Opéra de Monte-Carlo, golfklubb, varuhus, flera olika restauranger, nattklubbar, lyxhotell, kaféer, spaanläggningar, barer, kasinon och butiker för lyxprodukter.

## Historik
Företaget grundades den 3 april 1863 av Karl III av Monaco och entreprenörsparet François och Marie Blanc. Efter att första världskriget fick sitt slut hade Casino de Monte-Carlo problem med lönsamheten och missnöjet från Ludvig II av Monaco blev allt större mot kasinots ägare Camille Blanc eftersom kasinot var en viktig inkomstkälla för den monegaskiska staten. Ludvig II kontaktade den brittiske finansiären Sir Basil Zaharoff om att avsätta Blanc som ägare och att Zaharoff själv ta över det. Zaharoff accepterade förslaget och började köpa aktier i företaget och avsatte Blanc precis som det var tänkt. Med Zaharoffs styre blev kasinot en kassako för Monaco och Ludvig II. 1953 blev SBM uppköpta av den grekiske skeppsredaren tillika en av dåtidens rikaste och mäktigaste personer i Aristoteles Onassis och förvärvet hyllades initialt av den dåvarande regerande fursten Rainier III av Monaco eftersom staten var i stort behov av utländska investeringar. Det höll sig dock fram till 1962 när det visade sig att de två hade helt olika framtidsvisioner för furstendömet. Rainer III ville göra Monaco mer av ett turistparadis på grund av att furstendömet blev mindre och mindre attraktivare som ett skatteparadis för de förmögna och allt tuffare diplomatiska relationer med grannlandet Frankrike och dess president Charles de Gaulle. Onassis ville dock att Monaco skulle förbli ett tillhåll för de allra rikaste individerna. Rainer III uppmanade Onassis att låta SBM bygga hotell för att locka turister och få in mer kapital till staten medan Onassis själv var inte beredd på att finansiera detta om han inte fick ensamrätt på det. Kravet sågs inte med blida ögon av Rainer III utan fursten helt sonikt avbröt hela byggprojektet och gick ut offentligt och kritiserade Onassis. De var i luven på varandra om hur SBM skulle användas till och i juni 1966 tappade Rainer III tålamodet och stiftade en ny lag om att 600 000 nya aktier skulle skapas i SBM och vara enbart under statligt ägo. Detta gjorde att Onassis aktieinnehav krympte från 52% till under 30%. Onassis svarade med att stämma Rainer III och staten i Monacos högsta domstol för beslutet skulle strida mot Monacos konstitution. I mars 1967 ansåg högsta domstolen att staten hade all rätt att göra på det viset. Onassis valde att sälja av sitt innehav till den monegaskiska staten för $9,5 miljoner (2015 års dollarvärde: $270 miljoner) och lämnade Monaco utan att återvända.

## Aktieägare
Uppdaterat: 17.7.2024
| Aktieägare                                       | Typ av aktieägare  | Nationalitet      | Ägarandel |
| ------------------------------------------------ | ------------------ | ----------------- | --------- |
| Monegaskiska staten                              | Stat               | Monaco            | 59,47%    |
| Aaron Frenkel (Equity Finance & Investment Ltd.) | Privat investerare | Monaco            | 7,8%      |
| LVMH                                             | Holdingbolag       | Frankrike         | 5,00%     |
| Galaxy Entertainment Group                       | Kasino & hotell    | Hongkong          | 4,99%     |
| Övriga aktieägare                                | Övriga aktieägare  | Övriga aktieägare | 22,74%    |

## Tillgångar
Ett urval av tillgångar.
| Barer/Nattklubbar: - Buddha-Bar Monte-Carlo - Jimmy’z - La Rascasse | Hotell: - Hôtel de Paris Monte-Carlo - Hôtel Hermitage Monte-Carlo - Monte-Carlo Bay Hotel & Resort - Monte-Carlo Beach | Kasinon: - Casino Café de Paris - Casino de Monte-Carlo - Monte-Carlo Bay Casino - Sun Casino | Restauranger: - L'Abysse Monte-Carlo - Blue Bay Marcel Ravin - Café de Paris Monte-Carlo - Elsa - Le Grill - Le Louis XV - Pavyllon, un restaurant Yannick Alléno, Monte-Carlo | Övrigt - Monte-Carlo Country Club - Monte-Carlo Golf Club - Opéra de Monte-Carlo |

## Sponsring

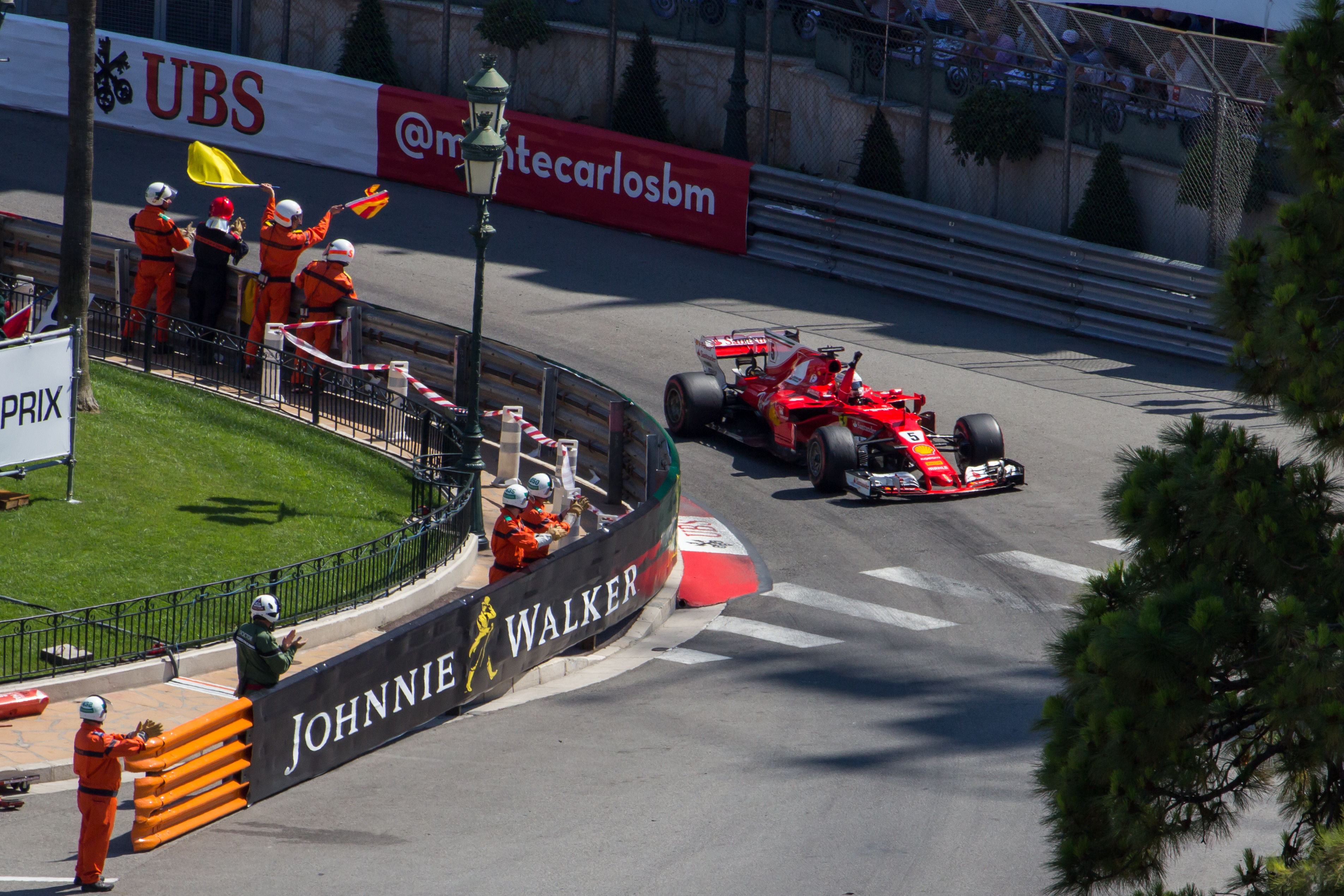
Ferrariföraren Sebastian Vettel efter vunnen tävling och man kan se Monte-Carlo SBM:s röda reklamskylt i bakgrunden.

Företaget har varit en långvarig sponsor till den klassiska F1-tävlingen Monaco Grand Prix som körs varje år i furstendömet sedan 1950.